# Гарфілд (Вашингтон)
Гарфілд (англ. Garfield) — місто (англ. town) в США, в окрузі Вітмен штату Вашингтон. Населення — 562 особи (2020).

## Географія
Гарфілд розташований за координатами 47°0′36″ пн. ш. 117°8′23″ зх. д. / 47.01000° пн. ш. 117.13972° зх. д. (47.009883, -117.139614).  За даними Бюро перепису населення США в 2010 році місто мало площу 2,27 км², уся площа — суходіл. В 2017 році площа становила 2,44 км², уся площа — суходіл.

## Демографія
Згідно з переписом 2010 року, у місті мешкало 597 осіб у 279 домогосподарствах у складі 164 родин. Густота населення становила 263 особи/км².  Було 311 помешкання (137/км²).
Расовий склад населення:
| - 97,3 % — білих - 0,2 % — корінних американців - 0,2 % — чорних або афроамериканців |

До двох чи більше рас належало 2,0 %. Частка іспаномовних становила 2,3 % від усіх жителів.
За віковим діапазоном населення розподілялося таким чином: 20,6 % — особи молодші 18 років, 59,1 % — особи у віці 18—64 років, 20,3 % — особи у віці 65 років та старші. Медіана віку мешканця становила 46,3 року. На 100 осіб жіночої статі у місті припадало 85,4 чоловіків;  на 100 жінок у віці від 18 років та старших — 84,4 чоловіків також старших 18 років.
Середній дохід на одне домашнє господарство  становив 51 803 долари США (медіана — 41 364), а середній дохід на одну сім'ю — 64 678 доларів (медіана — 60 313). Медіана доходів становила 46 500 доларів для чоловіків та 31 339 доларів для жінок. За межею бідності перебувало 9,4 % осіб, у тому числі 11,1 % дітей у віці до 18 років та 9,7 % осіб у віці 65 років та старших.
Цивільне працевлаштоване населення становило 221 осіб. Основні галузі зайнятості: освіта, охорона здоров'я та соціальна допомога — 36,7 %, виробництво — 12,2 %, транспорт — 8,1 %, фінанси, страхування та нерухомість — 6,3 %.